# Catherine de Gonzague

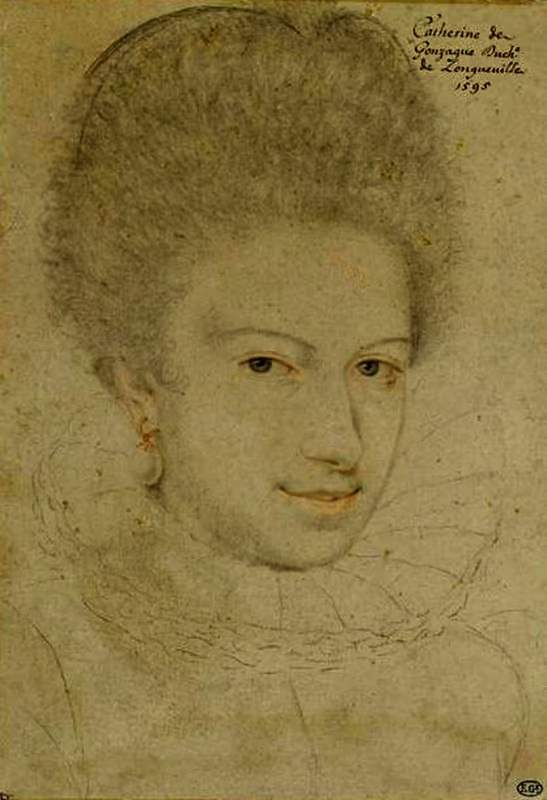
Catherine de Gonzague

Catherine de Gonzague (* 21. Januar 1568  in Nevers; † 1. Dezember 1629 in Paris) war Herzogin von Longueville und von 1601 bis 1617 Regentin des Fürstentums Neuchâtel. 

## Herkunft und Familie
Catherine de Gonzague war die älteste Tochter von Luigi Gonzaga aus dem italienischen Adelshaus Gonzaga und Henriette de Clèves.
Caterina de’ Medici war ihre Patentante.
Sie heiratete 1588 Henri I. d’Orléans-Longueville. Das einzige Kind des Paares war der nur wenige Tage vor seines Vaters Tod geborene Henri II. Caterina Gonzaga (so die italienische Namensform), die ihren Ehemann um knapp 34 Jahre überlebte, wurde im Karmelitenkloster Paris bestattet.

## Leben
Ab 1595 Witwe, herrschte Catherine de Gonzague von 1601, dem Todesjahr ihrer Schwiegermutter Marie de Bourbon-Saint-Pol, bis 1617, dem Jahr der Volljährigkeit ihres Sohnes, über Neuenburg.
1613 stiftete sie in Coulommiers einen Kapuziner-Konvent, den sie durch den französischen Architekten Salomon de Brosse errichten ließ.